# Johannes Winkler (Raumfahrtingenieur)
Johannes Winkler (* 29. Mai 1897 in Bad Carlsruhe; † 27. Dezember 1947 in Braunschweig) war ein deutscher evangelisch-lutherischer Theologe und Raketenpionier. Nach Friedrich Wilhelm Sanders Starts von Flüssigraketen im Rahmen von Opel RAK 1929, startete Winkler am 21. Februar 1931 bei Dessau eine der ersten europäischen Flüssigkeitsraketen, die weltweit erste methangetriebene Rakete.

## Leben und Werk

### Kindheit, Studium, Heirat
Johannes Winkler als sechstes von acht Kindern in Bad Carlsruhe, Kreis Oppeln geboren. Er besuchte von 1904 bis 1909 die Volksschule und von 1910 bis 1912 die Realschule in Oppeln (Schlesien).
Von 1912 bis 1915 bereitete er sich am Königlichen Gymnasium Johanneum in Liegnitz auf sein Abitur vor. Kurz vor dem Schulabschluss 1915 meldete er sich als Kriegsfreiwilliger zum Heer und wurde 1916 bei einem Sturmangriff auf russische Linien schwer am Bein verwundet. Nach einem monatelangen Krankenhausaufenthalt wurde er in die Militärverwaltung übernommen und konnte im Jahre 1918/19 einen Abiturientenkursus an der Technischen Hochschule Danzig absolvieren, um seine Hochschulreife doch noch zu erwerben. Anschließend studierte er dort zwei Semester im Fach Maschinenbau. Seinen Unterhalt verdiente er sich auf der Danziger Schichau-Werft. Auf Drängen seiner Eltern begann er dann aber ein Theologiestudium an den Universitäten in Breslau und in Leipzig. Er trat sowohl dem Breslauer als auch dem Leipziger Wingolf bei. Sein Interesse galt aber weiterhin den Naturwissenschaften und der Technik, so dass er als Nebenfächer Mathematik, Physik, Astronomie und andere naturwissenschaftliche Fächer belegte.
Nach Abschluss seines Studiums wurde er 1923 Kandidat der Theologie in Witten (Ruhr) und arbeitete 1924 als Rendant (Verwaltung der Finanzen) im Oberkirchencollegium (OKC) der evangelisch-lutherischen Kirche Preußens in Breslau.
1926 heiratete er Elisabeth Froböß, eine Tochter von Kirchenrat Georg Froböß. Aus der Ehe gingen zwei Töchter hervor.

### Gründung des Vereins für Raumschiffahrt
Seine große Leidenschaften blieben aber immer noch die Wissenschaft und die Technik. Insbesondere die Erforschung von Möglichkeiten, mit Hilfe von Raketen in das Weltall vorzudringen, beschäftigten ihn immer wieder.
Mit anderen Raumfahrtenthusiasten (u. a. Franz von Hoefft, Hermann Oberth, Max Valier, Walter Hohmann, Rudolf Nebel) gründete er am 5. Juli 1927 in Breslau den Verein für Raumschiffahrt (VfR). Dieser Verein hatte sich das Ziel gesetzt, durch Sammlung von Geldmitteln und die systematische Erforschung der technischen Grundlagen einen Raketenstart in den Weltraum zu ermöglichen. Um den Raumfahrtgedanken zu verbreiten, gab der Verein eine wissenschaftliche Fachzeitschrift zum Thema Raketentechnik und Raumschiffahrt (Die Rakete) heraus. Johannes Winkler wurde der erste Vorsitzende.
Im Jahre 1928 begann er an der TH Breslau mit systematischen Messungen von Schubverläufen an Feststoffraketen. Winkler erkannte dabei schnell, dass nur Triebwerke mit flüssigen Treibstoffen für die Raumfahrt geeignet waren. Nur mit ihrer deutlich höheren Leistungsfähigkeit (Schub und Brenndauer) war an einen Flug in den Weltraum zu denken. Er führte erste Untersuchungen an einem Antriebsapparat für flüssige Brennstoffe durch und prägte dafür den Begriff „Strahltriebwerk“.

### Entwicklung und Erprobung der ersten Rakete

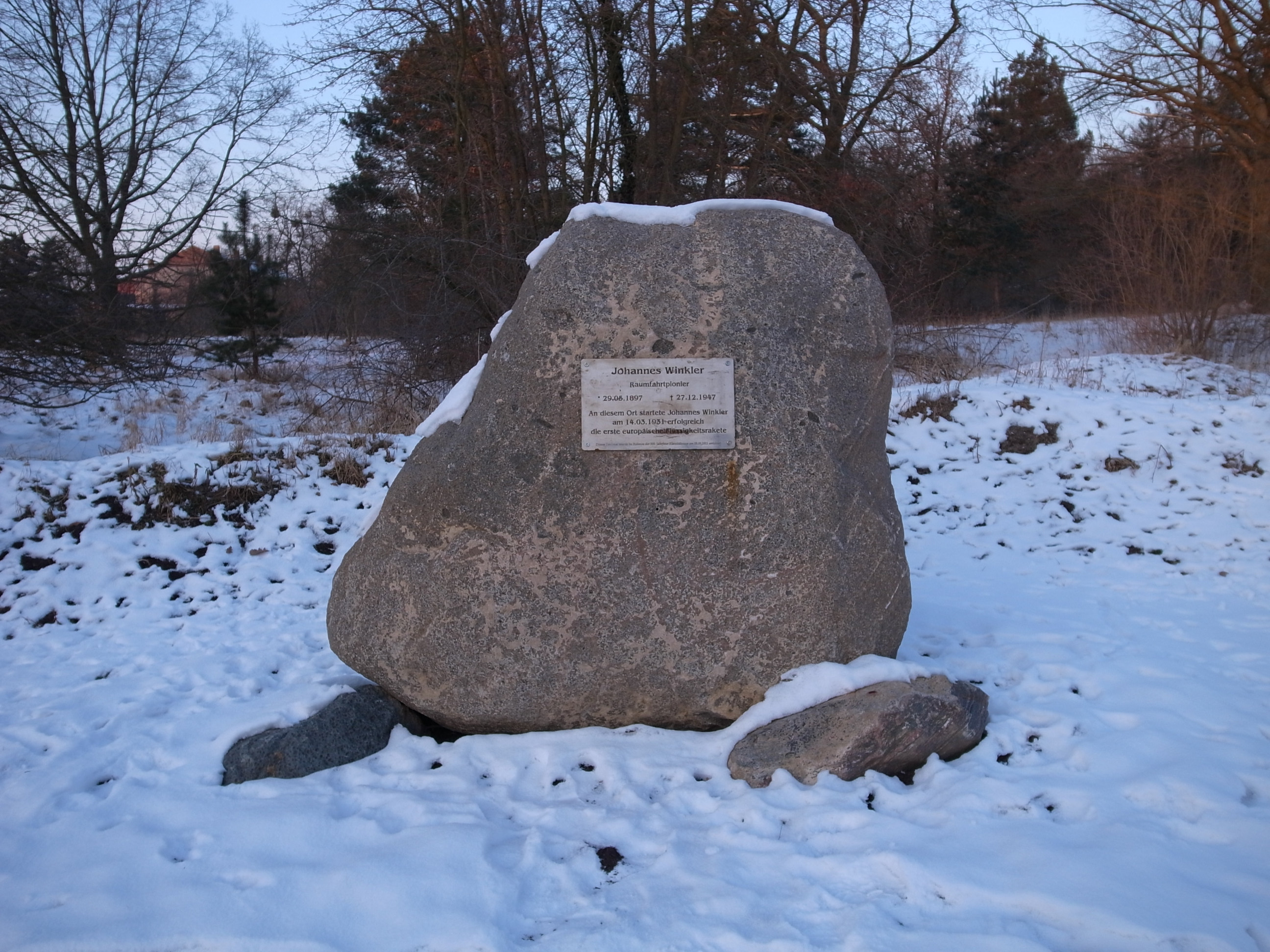
Gedenkstein in Dessau

Die ersten europäischen Aktivitäten mit Flüssigraketen wurden ab 1928 von Friedrich Wilhelm Sander im Rahmen von Opel RAK durchgeführt. In diesem Kontext fanden im April 1929 auch die ersten europäischen Starts von Flüssigraketen statt.
Durch Winklers Veröffentlichungen wurde Hugo Junkers auf ihn aufmerksam. Junkers, der zu dieser Zeit in Dessau erfolgreich Flugzeuge konstruierte, benötigte für seine Wasserflugzeuge geeignete Starthilfsraketen. Es gelang ihm, Johannes Winkler an seine Versuchsanstalt nach Dessau zu holen. Ab September 1929 arbeitete Winkler dann als Versuchsingenieur bei der Firma Junkers und erprobte verschiedene Triebwerkskonstruktionen und Treibstoffe.
Parallel zu diesen Arbeiten begann Johannes Winkler im Sommer 1930 mit der Entwicklung einer senkrecht startenden Rakete. Mit ihr wollte er nachweisen, dass ein Raketenflug mit flüssigen Treibstoffen möglich war. Die Aufwendungen zu diesen Arbeiten finanzierte er zu einem großen Teil aus eigener Tasche. Zusätzliche Mittel wurden von Hugo A. Hückel (1899–1947), einem raumfahrtbegeisterten Mäzen aus Neutitschein, zur Verfügung gestellt. Nach vielen sorgfältigen Versuchen mit dem mit der kryogenen Treibstoffkombination flüssiges Methan und Flüssigsauerstoff arbeitenden Triebwerk erfolgte am 21. Februar 1931 ein erster Startversuch auf dem Exerzierplatz bei Dessau-Großkühnau. Doch es gab Probleme mit der Treibstoffzufuhr und die Rakete (HW1 = Hückel-Winkler-1) erhob sich nur etwa 3 m in die Höhe. Mit Hilfe des Mechanikers Richard Baumann wurde die Rakete nochmals überarbeitet, so dass am 14. März 1931 ein zweiter Startversuch erfolgen konnte. Diesmal ging alles gut und die HW1 erhob sich etwa 60 m hoch und landete ungefähr 200 m vom Startpunkt entfernt. Winkler nannte diesen Augenblick die Geburtsstunde der Flüssigkeitsrakete. Dass es sich bei dieser Rakete nicht um eine Weltpremiere, sondern um eine der ersten Flüssigkeitsrakete Europas handelte, wusste Winkler zu dieser Zeit noch nicht. Bereits am 16. März 1926 hatte der Amerikaner Robert Goddard (1882–1945) eine Flüssigkeitsrakete auf einer Farm in Auburn (Massachusetts) gestartet, Friedrich Wilhelm Sander aus dem Opel-RAK-Programm war ihm als erster Europäer 2 Jahre voraus.
Die HW1 war jedoch die erste methangetriebene Rakete der Welt.

### Entwicklung und Erprobung der zweiten (großen) Rakete
Im April und Mai 1931 erfolgen weitere erfolgreiche Starts einer modifizierten Bauform der Rakete (HW1a), so dass Winkler ab Mai 1931 mit der Konstruktion und dem Bau einer viel leistungsfähigeren, ebenfalls mit flüssigem Methan und Flüssigsauerstoff arbeitenden Rakete (HW2) beginnen konnte.
Da diese Rakete eine deutlich größere Höhe und Flugstrecke zurücklegen sollte, wurde der Exerzierplatz bei Dessau-Großkühnau zu klein. Im Herbst 1931 verlegte Winkler, auch auf Drängen Hückels, seine Versuche auf den Raketenflugplatz Berlin in Berlin-Tegel. Dort arbeitete bereits eine Gruppe von Raumfahrtenthusiasten um Rudolf Nebel ebenfalls an der Entwicklung einer Rakete. Anfang 1932 begann Winkler mit Prüfstandversuchen auf dem Raketenflugplatz und hatte etwa Ende Mai 1932 seine HW2 fertig entwickelt.
Nun begann eine langwierige Suche nach einem geeigneten Startplatz für die HW2. Ein geplanter Start auf der Greifswalder Oie (kleine Insel nördlich von Usedom) wurde von den Behörden untersagt. Erst im Herbst 1932 erhielt Winkler die Erlaubnis, seine Rakete auf der Frischen Nehrung in Ostpreußen (bei Pillau) zu starten. Doch ein erster Versuch am 29. September 1932 schlug wegen einer undichten Messleitung fehl. Am 6. Oktober 1932 erfolgte ein zweiter Startversuch, bei dem die Rakete allerdings noch vor dem Abheben durch eine heftige Explosion zerstört wurde. Mit der Wahl von flüssigem Methan als Treibstoff war Winkler den technischen Möglichkeiten seiner Zeit weit voraus, so ist Methan zum Beispiel schwierig zu zünden.
Erst in den 1960er Jahren begannen amerikanische Raumfahrtfirmen mit ersten Versuchen zu diesem Treibstoff, und am 12. Juli 2023, fast hundert Jahre nach Winklers erstem Startversuch, erreichte eine chinesische Zhuque 2 schließlich das All.

### Weitere Arbeiten Winklers
Nach diesem Misserfolg kehrt Winkler Ende 1932 wieder nach Dessau zurück. Um seine Arbeiten an der Raketentechnik weiterzuführen, versuchte er, ein Forschungsinstitut für Strahltriebwerke zu gründen. Aber auf Grund fehlender Unterstützung durch die örtlichen Behörden und seiner prekären wirtschaftlichen Situation gelang dieser Versuch nicht.
Nach Hitlers Machtübernahme konnte Winkler ab dem 11. August 1933 seine bisherigen Arbeiten bei den Junkerswerken wieder aufnehmen. Bis 1939 beschäftigte er sich dort mit der Entwicklung und Prüfstandserprobung verschiedener Flüssigkeitstriebwerke. Von Juli 1933 bis August 1939 war er Förderndes Mitglied der SS; 1937 trat er der NSDAP bei (Mitgliedsnummer 4.045.114).
Im Juli 1939 begann er eine Tätigkeit an der Luftfahrtforschungsanstalt Hermann Göring (LFA) in Braunschweig. Von dort ging Winkler 1941 nach Göttingen an die Aerodynamische Versuchsanstalt (AVA), wo er bis zum Ende des Zweiten Weltkriegs tätig war.
Im Entnazifizierungsverfahren wurde er in die Kategorie 4 („Mitläufer“) eingereiht. Von 1945 bis 1947 verfasste Winkler für die Royal Air Force Berichte über seine Raketenforschungen. In Vorträgen empfahl er die Verwendung von Atomenergie zum Antrieb von Raketen und führte aus, die „Kulturaufgabe der Weltraumfahrt“ sei durch den Zweiten Weltkrieg stark gefördert worden. Dies erschien ihm als tieferer Sinn des Krieges. Johannes Winkler starb in Braunschweig-Querum nach einem Schlaganfall.

## Ehrungen
- Im Jahre 1970 wurde ein Krater auf der Rückseite des Mondes nach ihm benannt (42°N, 179°W).[9]
- 1976 wurde er in die International Space Hall of Fame in Alamogordo (New Mexico) aufgenommen.[10]
- Am 14. März 1981 wurde an Winklers Wohnhaus in Dessau eine Gedenktafel enthüllt.
- An seinem Wohnsitz in Braunschweig, Bevenroder Straße, wurde 2007 eine Persönlichkeitstafel eingeweiht.

## Werke
- Johannes Winkler: Der Strahlmotor. 1932
- Johannes Winkler: Der Flug im leeren Raume. Um 1927, DNB 578379910
- Johannes Winkler (Hrsg.): Die Rakete. Zeitschrift. Verein für Raumschiffahrt E.V., Breslau 1927, 1. Jahrgang Januar–Juni.[3]